# Мичер, Майкл
Майкл Хью Мичер (англ. Michael Hugh Meacher; 4 ноября 1939, Хемел-Хемпстед, графство Хартфордшир, Великобритания — 21 октября 2015, Великобритания) — британский ученый и государственный деятель, министр окружающей среды Великобритании (1997—2003).

## Биография
Родился в семье небогатой крестьянина-пивовара. Окончил в Нью-колледж в Оксфорде, где получил высшее образование с отличием первого класса в области антиковедения и богословия, затем — Лондонскую школу экономики, где он получил диплом в области социального управления.
Работал исследователем и преподавателем социального управления в университетах Эссекса и Йорка и написал книгу о лечении пожилых людей в психиатрических больницах. Дважды неудачно баллотировался в британский парламент от Лейбористской партии на всеобщих выборах 1966 г. и досрочных выборах в округе Западный Олдхэм в 1968 г.
В 1970 году избран в Палату общин Великобритании от округа Западный Олдхэм. Сохранял депутатский мандат до конца жизни.
Занимал посты заместителя министра промышленности (1974—1975) и заместителя министра здравоохранения и социального обеспечения (1975—1979).
Во время нахождения лейбористов в оппозиции он в течение четырнадцати лет являлся членом теневого кабинета министров и одновременно читал лекции в Лондонской школе экономики. В партийном руководстве являлся союзником Тони Бенна и был кандидатом от левого фланга на должность заместителя председателя Лейбористской партии в 1983 г. В теневом кабинете министров занимал посты:
- теневого министра здравоохранения и социального обеспечения (1983—1987),
- теневого министра занятости (1987—1989),
- теневого министра социального обеспечения (1989—1992),
- теневого министра по вопросам развития заморских территорий (1992—1993),
- теневого канцлера герцогства Ланкастерского и министра повышении уровня обслуживания в сфере услуг — Хартии Гражданина (Citizen’s Carter) (1993—1994),
- теневого министра транспорта (1994—1995),
- теневого министра защиты окружающей среды (1996—1997).

С 1997 по 2001 год являлся министром по вопросам окружающей среды в Министерстве окружающей среды, транспорта и регионов (1997—2001), а затем переименованном в министерство по вопросам окружающей среды, продовольствия и сельского развития (2001—2003). Несмотря на негативное отношение к политику со стороны премьер-министра Энтони Блэра, он приобрел репутацию старейшего и опытнейшего члена лейбористского кабинета министров.
После своей отставки в июне 2003 г. он выступал с критикой лейбористского правительства по ряду вопросов, в частности, по использованию генетически модифицированных продуктов питания и участия войне в Ираке (2003), хотя в преддверии вторжения он принял доклады спецслужб, утверждавших, что у Ирака было химическое оружие.
Политик считал отсутствие предупреждения со стороны спецслужб Соединенных Штатов в отношения террористических актов 11 сентября 2001 года подозрительными и увидел в этом чрезвычайно удобный предлог для последующего развязывания военных действий в Афганистане и Ираке. Также он написал предисловие к книге Дэвида Рэя Гриффина «Новый Пёрл-Харбор».
В мае 2005 г. выступил Палате общин с внеочередным предложением (Early day motion) по проблеме изменения климата, призвав правительство взять на себя обязательство ежегодных сокращений выбросов CO2 на 3 %.
После принятия решения об отставке Энтони Блэра с поста премьер-министра Великобритании и лидера партии рассматривался как возможный кандидат на пост глав лейбористов от «левого» партийного крыла и даже первоначально сам выступал с таким намерением, однако затем решил поддержать кандидатуру Джона Макдоннелла. В своем блоге и статья на сайте ePolitix.com выступал с критикой Блэра и Брауна за уход в русло правой политики, включая приватизацию. Он также призывал к более миролюбивой политике на Ближнем Востоке, вносил предложения по решению проблемы неравенства в доходах и выступал за большую приверженность сокращению потребления энергии.
На партийных выборах в 2015 г. был одним из 36 парламентариев-лейбористов, выдвинувших Джереми Корбина в качестве кандидата на пост лидера Лейбористской партии.
Входил в состав Фабианского общества.
Майкл Мичер умер 21 октября 2015 года в возрасте 75 лет.